# Nicole Antibe
Nicole Antibe (née le 11 avril 1974 à Paris) est une joueuse de basket-ball française, évoluant au poste d’intérieure.
Après un début de carrière en France, elle joue à l'étranger, principalement en Italie. Après deux saisons à Parme, elle signe à l'été 2012 à Tarante.

## Club
- ????-???? :  INSEP
- ????-???? :  ASPTT Aix-en-Provence
- 1998-2000 :  Waïti Bordeaux
- 2000-2002 :  CJM Bourges
- 2002-2003 :  Valenciennes
- 2003-2004 :  Famila Schio
- 2004-2007 :  Naples
- 2007-2008 :  Rivas Futura Madrid
- 2008-2010 :  Famila Schio
- 2010-2012 :  Lavezzini Parma
- 2012-2013 :  Taranto Cras Basket
- 2013-… :  Stade français (NF2)

## Palmarès

### Équipe de France
- Championnat d'Europe des Nations en 2001
- Finaliste du Championnat d'Europe des Nations en 1999
- 5e aux Jeux olympiques d'été de 2000 à Sydney

### Club
compétitions internationales 
- Championne d’Europe Euroligue 2001 avec Bourges
- Vice-championne d'Europe Euroligue 2003 avec Valenciennes
- Vainqueur de l’EuroCup en 2005 avec Naples

 compétitions nationales 
- Championne de France 2003 avec Valenciennes
- Vice-championne de France en 2001, 2002 avec Bourges
- Vainqueur de la Coupe de France en 2003 avec Valenciennes
- Finaliste de la Coupe de France en 1997, 1998 (Bordeaux), 2002 (Bourges)
- Vainqueur de la Coupe d’Italie en 2004 (Famila Schio)
- Championne d'Italie en 2007 avec Naples
- Vainqueur de la Coupe de Paris en 2014 avec le Stade Français

## Statistiques personnelles en LFB
| Saison Club            | M  | Min   | 2Pts | 2Pts | 2Pts | 2Pts int. | 2Pts int. | 2Pts int. | 2Pts Ext. | 2Pts Ext. | 2Pts Ext. | 3Pts | 3Pts | 3Pts | LF  | LF  | LF   | Rebonds | Rebonds | Rebonds | Rebonds | F   | Fp  | C   | PD  | Int | BP  | Eva   | Pts | Pts  |
| Saison Club            | M  | Mo    | R    | T    | %    | R         | T         | %         | R         | T         | %         | R    | T    | %    | R   | T   | %    | Ro      | Rd      | Rt      | Mo      | F   | Fp  | C   | PD  | Int | BP  | Mo    | Tot | Mo   |
| 2002-2003 Valenciennes | 30 | 24:29 | 128  | 218  | 58.7 | 101       | 163       | 62.0      | 27        | 55        | 49.1      | 3    | 6    | 50.0 | 72  | 97  | 74.2 | 38      | 109     | 147     | 4.9     | 2.6 | 2.6 | 0.8 | 1.5 | 1.1 | 2.1 | 12.5  | 337 | 11.2 |
| 2001-2002 Bourges      | 28 | 30    | 157  | 291  | 54   | -         | -         | -         | -         | -         | -         | 7    | 21   | 33   | 119 | 155 | 76   | 29      | 126     | 155     | 5       | -   | -   | 11  | 38  | 48  | 90  | 15    | 440 | 15   |
| 2000-2001 Bourges      | 28 | 28.2  | 136  | 260  | 52.3 | -         | -         | -         | -         | -         | -         | 2    | 5    | 40   | 99  | 119 | 83.2 | 53      | 120     | 173     | 6.2     | -   | -   | 33  | 32  | 47  | 79  | 15.54 | 373 | 13.3 |
| 1999-2000 Bordeaux     | 25 | 35.4  | 129  | 228  | 56.6 | -         | -         | -         | -         | -         | -         | 1    | 6    | 16.7 | 114 | 152 | 75   | 55      | 120     | 175     | 7       | -   | -   | 22  | 34  | 51  | 88  | 17.2  | 373 | 14.9 |
| 1998-1999 Bordeaux     | 28 | 33.9  | 151  | 257  | 58.8 | -         | -         | -         | -         | -         | -         | 5    | 14   | 35.7 | 108 | 141 | 76.6 | 45      | 111     | 156     | 5.6     | -   | -   | 47  | 31  | 24  | 82  | 16.14 | 415 | 14.8 |